# Північноандська плита

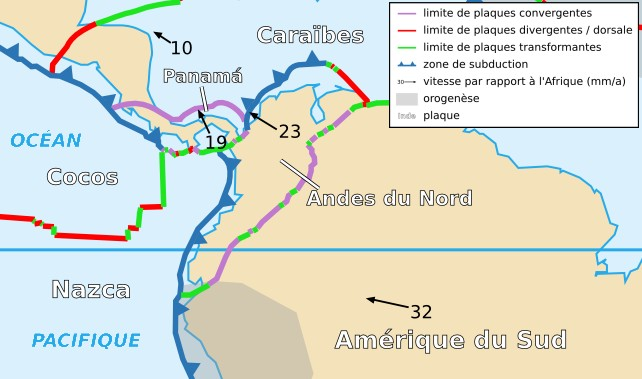
Розташування Північноандської плити

Північноандська плита — тектонічна мікроплита. Має площу — 0,02394 стерадіан. Зазвичай розглядається у складі Південноамериканської плити. Має тільки континентальну кору.
Розташована у північно-західній частині Південної Америки. Є підмурівком Анд Венесуели, Колумбії і Еквадору.
На сході має конвергентну границю з Південноамериканською плитою. На заході зона субдукції з плитою Наска утворює Перуансько-Чилійський жолоб.На півночі має зону субдукції з Карибською плитою, яка на північнному сході переходить у дивергентну границю. На північному заході межує з Панамською плитою.